# Thomas Bonnet
Thomas Bonnet, né le 13 septembre 1998 à Châtellerault (Vienne), est un coureur cycliste français. Mesurant 1,75 m, il est membre de l'équipe professionnelle TotalEnergies.

## Biographie

### Jeunesse et débuts
Thomas Bonnet intègre lors de son entrée au lycée le Pôle espoir de cyclisme de Guéret. Quatre mois plus tard, en janvier 2014, il s'illustre en terminant deuxième du championnat de France de cyclo-cross cadets (moins de 17 ans),. Le 12 octobre, il remporte la première manche de la Coupe de France de cyclo-cross juniors (moins de 19 ans) à Besançon. Une semaine plus tard, pour ses débuts en équipe de France, il est quatrième de la manche de Coupe du monde de cyclo-cross juniors disputée à Valkenburg. Lors de la saison 2015-2016, sa deuxième chez les juniors, il remporte le Grand Prix Eric De Vlaeminck, une des manches de la Coupe du monde de cyclo-cross juniors. Il est également  médaillé de bronze du championnat d'Europe de cyclo-cross juniors et du championnat du monde de cyclo-cross juniors.
Après la saison de cyclo-cross, il participe avec succès aux compétitions de cross-country VTT. Le 7 mai 2016, il est sacré champion d'Europe de cross-country juniors à Huskvarna, en Suède. Le 1er juillet, il devient champion du monde de cross-country juniors à Nové Město, avec 38 secondes d'avance. Lors de la saison de cyclo-cross 2016-2017, il rejoint la catégorie des espoirs (moins de 23 ans), mais une douleur au dos l'empêche d'obtenir des bons résultats,.

### Carrière amateur
En 2018, il rejoint le club du Vendée U et privilégie le VTT et la route aux dépens du cyclo-cross. En 2019, il se classe deuxième du championnats de France de cross-country espoirs, mais il décide de délaisser le VTT à partir de 2020, avec l'ambition de passer professionnel sur route,.
En fin de saison 2021, il est pris comme stagiaire au sein de la formation TotalEnergies. Après une bonne saison 2022 chez les amateurs, il est recruté chez les professionnels par l'équipe TotalEnergies pour les saisons 2023 et 2024.

## Palmarès sur route

### Palmarès amateur
- 2021
  - Tour des 4B Sud Charente
  - 6e étape du Tour de la Guadeloupe
  - 3e du Tour de Basse-Navarre
  - 3e de Nantes-Segré
- 2022
  - 3e épreuve du Circuit des plages vendéennes
  - Nantes-Segré
  - Prix des Vins Nouveaux
  - 2e du Tour de Normandie
  - 2e de la Flèche du Sud
  - 2e de l'Essor breton
  - 3e du Circuit de l'Essor
  - 3e du Tour du Jura Suisse

### Palmarès professionnel
- 2023
  - 4e étape du Tour du Rwanda

### Résultats sur les grands tours

#### Tour d'Espagne
1 participation
- 2023 : abandon (16e étape)

### Classements mondiaux
| Année                                 | 2021  | 2022 | 2023 | 2024  |
| ------------------------------------- | ----- | ---- | ---- | ----- |
| Classement mondial                    | 1183e | 849e | 726e | 1524e |
| UCI Europe Tour                       | 873e  | 634e | nc   | nc    |
|                                       |       |      |      |       |
| Légende : nc = non classéSource : UCI |       |      |      |       |

## Palmarès en VTT

### Championnats du monde
- Nové Město na Moravě 2016
  -  Champion du monde de cross-country juniors

### Championnats d'Europe
- Huskvarna 2016
  -  Champion d'Europe de cross-country juniors

### Championnats de France
- 2019
  - 2e du cross-country espoirs

## Palmarès en cyclo-cross
- 2013-2014
  - Champion du Limousin de cyclo-cross cadets
- 2014-2015
  - Champion du Limousin de cyclo-cross juniors
  - Coupe de France de cyclo-cross juniors #1, Besançon
  - 2e du championnat de France de cyclo-cross cadets
- 2015-2016
  - Champion du Limousin de cyclo-cross juniors
  - 2e de la Coupe de France de cyclo-cross juniors
  -  Médaillé de bronze du championnat du monde de cyclo-cross juniors
  -  Médaillé de bronze du championnat d'Europe de cyclo-cross juniors
- 2016-2017
  - Champion du Limousin de cyclo-cross espoirs
  - 2e du championnat du Limousin de cyclo-cross
  - 5e du championnat d'Europe de cyclo-cross espoirs